# Борис (кораб)
„Борис“ е първият български кораб, използван за търговски дейности.
Корабът е завършен на 11 юни 1894 г. г., в британската корабостроителница „Ричардсън и с-ие“. Конструирането му се следи от Станчо Димитриев. Корабът преминава през Босфора, но на него не се вее българския флаг, понеже България до 1908 година е васална на Османската империя. За първи път пристига в България на 2 юли 1894 г. в 9.30 ч. във Варненския залив. Товароподемността на парахода е 869 тона. Ден по-късно плавателният съд е осветен. Корабът започва превозване на стоки между българските пристанища в Черно море. Първите международни търговски рейсове на „Борис“ в международни води са до Одеса и Цариград. През следващите години печалбата на българското параходно търговско дружество се увеличава от няколко хиляди през началото на века до 112 000 лева. На 21 септември 1915 г. параходите „Кирил“, „България“, „Варна“ и „Цар Фердинанд“ са преместени във Варненското езеро и са закотвени срещу тогавашната памучна фабрика. Години по-късно търговският параход „Борис“ е използван като плаващ хотел за германските летци, военнослужещи и пилоти. През 1920 година край Севастопол корабът е блъснат от руския параход „Кронщат“. Корабът е прибирал останалите български военнослужещи в града. Няколко часа след катастрофата, параходът потъва край черноморския град. Руската страна приема за виновен Сахаров – капитана на „Кронщат“. Вследствие на това Русия дава на България кораба „Ялта“.